# Pływanie synchroniczne na Letnich Igrzyskach Olimpijskich 2000
Konkurencje w Pływaniu synchronicznym na Letnich Igrzyskach Olimpijskich 2000 w Sydney rozgrywane były w Sydney International Aquatic Centre. Na igrzyskach odbyły się dwie konkurencje: duet kobiet i zespół kobiet. Każdy kraj mógł wystawić jeden zespół.

## Medalistki
| Konkurencja:        | Złoto: | Rezultat | Srebro: | Rezultat | Brąz: | Rezultat |
| Duety (szczegóły)   | Olga Brusnikina Marija Kisielowa (RUS) | 99,580   | Miya Tachibana Miho Takeda (JPN) | 98,650   | Virginie Dedieu Myriam Lignot (FRA) | 97,437   |
| Drużyny (szczegóły) | Rosja · Jelena Azarowa · Olga Brusnikina · Marija Kisielowa · Olga Nowokszczenowa · Irina Pierszyna · Jelena Soja · Julija Wasiljewa · Olga Wasjukowa · Jelena Antonowa | 99,146   | Japonia · Ayano Egami · Raika Fujii · Yoko Isoda · Rei Jimbo · Miya Tachibana · Miho Takeda · Yoko Yoneda · Yuko Yoneda · Juri Tatsumi | 98,860   | Kanada · Lyne Beaumont · Claire Carver-Dias · Erin Chan · Cathrine Garceau · Fanny Létourneau · Kristin Normand · Jacinthe Taillon · Reidun Tatham · Jessica Chase | 97,357   |

## Tabela medalowa
| Miejsce | Państwo | Złoto | Srebro | Brąz | Razem |
| ------- | ------- | ----- | ------ | ---- | ----- |
| 1.      | Rosja   | 2     | 0      | 0    | 2     |
| 2.      | Japonia | 0     | 2      | 0    | 2     |
| 3.      | Francja | 0     | 0      | 1    | 1     |
| 3.      | Kanada  | 0     | 0      | 1    | 1     |
|         | Razem   | 2     | 2      | 1    | 6     |